# Lista odcinków serialu 4400
Poniżej znajduje się lista odcinków serialu 4400 emitowanego przez USA Network w latach 2004–2007. Lista odcinków serialu 4400. Serial składa się z 45 odcinków podzielonych na 4 serie.

## Podsumowanie
| Seria | Seria | Liczba odcinków | Czas emisji                        |
| ----- | ----- | --------------- | ---------------------------------- |
|       | 1     | 6               | 11 lipca 2004 – 8 sierpnia 2004    |
|       | 2     | 13              | 5 czerwca 2005 – 28 sierpnia 2005  |
|       | 3     | 13              | 4 czerwca 2006 – 27 sierpnia 2006  |
|       | 4     | 13              | 17 czerwca 2007 – 16 września 2007 |

### Seria 1 (2004)
| 1 i 2 | The Return                        | Yves Simoneau  | Scott Peters René Echevarria | 11 lipca 2004   | TVP1: 4 stycznia 2007 AXN: 4 lutego 2007   |
| Zbliżająca się do ziemi kometa okazuje się być pojazdem transportującym 4400 osób uprowadzonych na przełomie wieku. Do rozwiązania zagadki oraz nadzorowania sprawy zostają wyznaczeni agenci Tom Baldwin i Diana Skouris. |                                   |                |                              |                 |                                            |
| 3 | The New & Improved Carl Morrissey | Helen Shaver   | Ira Steven Behr              | 18 lipca 2004   | TVP1: 11 stycznia 2007 AXN: 18 lutego 2007 |
| Carl Morrissey wraca do żony po 18 miesiącach. Przez ten czas okolica w której mieszka diametralnie się zmieniła, gdyż wzrosła przestępczość. Wykorzystując swoje zdolności postanawia wziąć sprawy w swoje ręce. |                                   |                |                              |                 |                                            |
| 4 | Becoming                          | David Straiton | Craig Sweeny                 | 25 lipca 2004   | TVP1: 11 stycznia 2007 AXN: 25 lutego 2007 |
| Tom i Diana badają sprawę morderstwa, w które może być zamieszany członek 4400, jednak ma on mocne alibi, kiedy w końcu znajduje się morderca, wydaje się, że śledztwo można zakończyć, jednak pojawia się kolejna ofiara. W międzyczasie Jordan Collier wydaje przyjęcie, aby zdobyć fundusze na swoją organizację. Na przyjęciu pojawiają się również Richard i Lily, Collier zaczyna bardzo interesować się Lily i jej życiem z Richardem. Tom otrzymuje informację, że stan Kyle’a zaczyna się pogarszać, gdy również Shawn się o tym dowiaduje, postanawia odwiedzić Kyle’a w szpitalu. |                                   |                |                              |                 |                                            |
| 5 | Trial by Fire                     | Nick Gomez     | Robert Hewitt Wolfe          | 1 sierpnia 2004 | TVP1: 18 stycznia 2007 AXN: 4 marca 2007   |
| Lista z nazwiskami 4400 zostaje opublikowana w Internecie, w konsekwencji czego osoby z listy są atakowane. |                                   |                |                              |                 |                                            |
| 6 | White Light                       | Tim Hunter     | Scott Peters                 | 8 sierpnia 2004 | TVP1: 18 stycznia 2007 AXN: 11 marca 2007  |
| Kyle zostaje uwięziony w zamkniętym ośrodku przez Lyttela, wściekły Tom postanawia go uwolnić, przy czym pomaga mu również Diana. Richard podejrzewa, że Collier manipuluje życiem Lily, gdy Collier ujawnia, o co mu naprawdę chodzi, Richard i Lily decydują się opuścić osiedle i Colliera. Tom i Diana znajdują się na plaży, na której Shawn został wzięty i później powrócił wraz z innymi. W jednym momencie poznają prawdę, czym są 4400. Koniec okaże się dopiero początkiem. |                                   |                |                              |                 |                                            |

### Seria 2 (2005)
| 1 i 2 | Wake-Up Call          | 5 czerwca 2005   | TVP1: 25 stycznia 2007 AXN: 18 marca 2007  |
| Tom i Diana jadą do szpitala psychiatrycznego, aby zbadać sprawę jednej z 4400, która zmusza pacjentów i personel szpitala do budowania dziwnej wieży, która ma spełniać zadanie komunikacji z ludźmi z przyszłości. |                       |                  |                                            |
| 3 | Voices Carry          | 12 czerwca 2005  | TVP1: 1 lutego 2007 AXN: 1 kwietnia 2007   |
| Gary Nawarro jest graczem baseballowym, który po 30 latach nieobecności powraca ze zdolnością słyszenia myśli innych, co doprowadza go do obłędu i przeszkadza w normalnym funkcjonowaniu. Decyduje się na pomoc NTAC, ale przełożeni widzą w nim szansę na zdobycie informacji o interesach Colliera. Niespodziewanie w domu Diany pojawia się jej siostra. |                       |                  |                                            |
| 4 | Weight of the World   | 19 czerwca 2005  | TVP1: 1 lutego 2007 AXN: 8 kwietnia 2007   |
| Po 16 latach nieobecności Trent Appelbaum dowiaduje się, że jego żona umarła, a córka ma problemy finansowe. Gdy Trent przypadkowo odkrywa, że ma zdolność przyspieszania chudnięcia innych osób, postanawia ‘sprzedać” swoją zdolność koncernowi farmaceutycznemu, który zaoferuje największą sumę pieniędzy, Trent cieszy się, że w końcu skończą się problemy finansowe jego rodziny, jednak po pewnym czasie następuje efekt uboczny jego zdolności.                                                                                         |                       |                  |                                            |
| 5 | Suffer the Children   | 26 czerwca 2005  | TVP1: 8 lutego 2007 AXN: 15 kwietnia 2007  |
| Heather Tobey jest nauczycielką w szkole podstawowej, ma zdolność odnajdywania w dzieciach ich ukrytych talentów, wielu się to podoba, jednak znajduje się pewna grupa rodziców, która uważa, że Tobey jest zagrożeniem dla ich dzieci, i oskarża nauczycielkę o molestowanie, aby odsunąć ją od nauczania. Jeden z trudnych uczniów zaczyna jej grozić, że Heather nie odnalazła w nim żadnego talentu. W międzyczasie Richard zostaje złapany przez policję i aresztowany, jednak pojawia się ktoś, kto wyciąga go z więzienia.                |                       |                  |                                            |
| 6 | As Fate Would Have It | 10 lipca 2005    | TVP1: 8 lutego 2007 AXN: 22 kwietnia 2007  |
| W NTAC panuje napięta atmosfera w związku z informacją od Mai, że Colier zginie, trwają poszukiwania potencjalnego mordercy. Lily spotyka się z Heidi, chce, aby zobaczyła swoją siostrę, jednak okazuje się, że Isabelle nie akceptuje wejścia swojej siostry w ich życie. Diana dostaje wezwanie, aby oddała pamiętniki Mai do analizy, gdyż przełożeni uważają, że mogą zawierać ważne informacje. |                       |                  |                                            |
| 7 | Life Interrupted      | 17 lipca 2005    | TVP1: 15 lutego 2007 AXN: 29 kwietnia 2007 |
| Tom po przyjściu do pracy zauważa, że wszyscy się dziwnie zachowują, tak jakby cała sprawa z 4400 nigdy się nie wydarzyła, Tom myśli że to tylko żart kolegów, ale rzeczywistość okazuje się być zupełnie inna. |                       |                  |                                            |
| 8 | Carrier               | 24 lipca 2005    | TVP1: 15 lutego 2007 AXN: 6 maja 2007      |
| Tom i Diana mają przeprowadzić śledztwo w sprawie miasta pełnego martwych ludzi. Jean DeLynn Baker ma zdolność wydzielania toksyn z dłoni i dochodzi do wniosku, że ta zdolność to dar, aby „oczyścić ludzkość”. Wyrusza do Seattle. Tom i Diana starają się ją odnaleźć, zanim zginie jeszcze więcej ludzi. Tymczasem w Centrum 4400 pojawia się Matthew Ross, który ma być doradcą. Diana zostawia Maię pod opieką swojej siostry, niestety April wykorzystuje zdolność Mai do własnych celów, aby zarobić pieniądze.                          |                       |                  |                                            |
| 9 | Rebirth               | 31 lipca 2005    | TVP1: 22 lutego 2007 AXN: 13 maja 2007     |
| Jeden z 4400 ma moc uzdrawiania płodów mających wady genetyczne, ale okazuje się, że jest zamieszany w ludobójstwo w czasie wojny pomiędzy plemionami Tutsi i Hutu w 1994 r. Shawn za namową Matthew Rossa postanawia odwiedzić swoją rodzinę. Richard spotyka się ze swoimi kolegami z wojska, z którymi służył w czasie wojny w Korei. Kyle zaczyna przypominać sobie coraz więcej szczegółów ze swoich amnezji. |                       |                  |                                            |
| 10 | Hidden                | 7 sierpnia 2005  | TVP1: 22 lutego 2007 AXN: 20 maja 2007     |
| W NTAC trwa intensywne śledztwo w sprawie zabójstwa Colliera. Agenci idąc za wskazówkami docierają do skrytki, którą wynajmował zamachowiec. Przyjaciółka Shawna, Liv, idzie na imprezę z Dannym, po imprezie wracają do Centrum i Liv proponuje zażycie narkotyków, na czym przyłapuje ich ochroniarz. |                       |                  |                                            |
| 11 | Lockdown              | 14 sierpnia 2005 | TVP1: 1 marca 2007 AXN: 27 maja 2007       |
| Maia dostaje wysypki i ma gorączkę, Diana postanawia zawieźć ją do kliniki NTAC. W budynku NTACu rozlega się dźwięk, przez który niemal wszyscy zaczynają się agresywnie zachowywać, tylko Tom zachowuje się przytomnie, gdyż wcześniej wziął tabletki uspokajające, i przejmuje dowodzenie. Diana wraca do klinki NTAC z zabawką Mai i okazuje się, że nikt nie może wejść do budynku, udaje się jej dopiero przy pomocy Marco. |                       |                  |                                            |
| 12 | The Fifth Page        | 21 sierpnia 2005 | TVP1: 1 marca 2007 AXN: 3 czerwca 2007     |
| Maia nadal leży w szpitalu, a Diana zauważa braki w dokumentacji medycznej córki. Shawn zaczyna się czuć coraz gorzej i postanawia przenieść się na kwarantannę, na czas jego nieobecności kierowanie Centrum 4400 przekazuje Richardowi. Kevin Burkhoff dowiaduje się, że choroba 4400 spowodowana jest przez leki, jakie były podawane 4400 w czasie ich wizyt kontrolnych w klinice. |                       |                  |                                            |
| 13 | Mommy’s Bosses        | 28 sierpnia 2005 | TVP1: 8 marca 2007 AXN: 10 czerwca 2007    |
| Okazuje się, że środek, który był podawany 4400 w czasie wizyt kontrolnych miał za zadanie zablokować pojawianie się u nich nowych zdolności, wiedzieli o tym wszyscy głównodowodzący NTAC łącznie z Dennisem Rylandem. Efektem podawania środka jest pojawienie się ich choroby, Burkhoff stwierdza, że może syntetyzować lek, który zniesie działanie podawanego wcześniej środka blokującego zdolności 4400 i dzięki temu uda się wyleczyć chorujących, ale do tego potrzebna mu będzie osoba z 4400, której nie podawano środka blokującego. |                       |                  |                                            |

### Seria 3 (2006)
| – | The 4400: Unlocking the Secrets | 4 czerwca 2006   | TVP1: 8 marca 2007     |
| Odcinek przypomina wszystkie najważniejsze wątki z 1 i 2 serii. |                                 |                  |                        |
| 1 i 2 | The New World                   | 11 czerwca 2006  | TVP1: 17 stycznia 2008 |
| Trwa rozprawa dotycząca skandalu promicynowego, w czasie rozprawy następuje atak na Dennisa Rylanda, Dennis zostaje odwieziony do szpitala. Diana i Tom zajmują się radykalną grupą Nova która przeprowadziła ataki na Rylanda i inne osoby związane ze skandalem. W transmisji telewizyjnej grupa Nova zapowiada demonstrację swojej siły na 19 października. Aby przyspieszyć śledztwo NTAC używa zdolności Gary’ego Navarro, jednak okazuje się, że nie był to najlepszy pomysł. W Centrum 4400 Isabelle próbuje się dostosować się do nowego życia. Richard stara się pomóc słabnącej Lily. Tymczasem Diana próbuje pomóc córce która ma problemy w kontrolowaniu swoich wizji. |                                 |                  |                        |
| 3 | Being Tom Baldwin               | 18 czerwca 2006  | TVP1: 24 stycznia 2008 |
| Dla Toma to jest kolejny zwykły dzień, nagle w jego domu pojawia się Diana aby zatrzymać go za morderstwo T.J. Kim. Są świadkowie którzy to potwierdzają, gdyż widzieli Toma na miejscu jednak pojawia się problem, gdyż Tom nic takiego nie pamięta. W końcu okazuje się, że nastoletni 4400 Boyd Gelder został rekrutowany przez grupę Nova aby zabił T.J. Kim żeby nie mogła skompromitować organizacji. Gelder ma zdolność aby ludzie postrzegali go jako osobę taką jaką on zechce. Wreszcie udaje się aresztować Geldera i Tom może oczyścić się z zarzutów. |                                 |                  |                        |
| 4 | Gone (Part 1)                   | 25 czerwca 2006  | TVP1: 31 stycznia 2008 |
| W domu Diany pojawia się kobieta, Sara Rutledge, która twierdzi że jest siostrą Mai, ale Diana nie ufa kobiecie i robi testy DNA, niestety w międzyczasie kobieta porywa Maię. |                                 |                  |                        |
| 5 | Gone (Part 2)                   | 2 lipca 2006     | TVP1: 31 stycznia 2008 |
| Diana prosi Alanę by ta zabrała ją do odmiennej rzeczywistości w której szczęśliwie żyje z Maią, Alana ją tam zabiera, ale Diana już nie chce stamtąd wrócić. W rzeczywistym świecie Diana zaczyna mieć problemy ze zdrowiem. |                                 |                  |                        |
| 6 | Graduation Day                  | 9 lipca 2006     | TVP1: 11 lutego 2008   |
| Shawn coraz bardziej popada w schizofrenię wywołaną przez członka grupy Nova Daniela Armanda, w sprawie którego śledztwo prowadzą Tom i Diana. Richard zmuszony jest umieścić Shawna w zakładzie psychiatrycznym. Isabelle niepokoi się stanem Shawna i na własną rękę zaczyna poszukiwania Armanda aby zmusić go do wyleczenia Shawna z choroby. Od jednego z 4400 Alana otrzymuje dane człowieka przez którego zginęli jej mąż oraz syn, Alana postanawia się z nim spotkać. |                                 |                  |                        |
| 7 | The Home Front                  | 16 lipca 2006    | TVP1: 18 lutego 2008   |
| Oddział agentów szturmuje dom w którym ukrywa się jeden z członków Grupy NOVA jednak po wejściu okazuje się, że w ostatniej chwili ktoś zdążył go uprzedzić o akcji. W międzyczasie agenci NSA przesłuchują Alanę, gdyż mają podejrzenia że jest ona powiązana z grupą Nova. Tom jest wściekły z powodu zatrzymania Alany. W życiu Shawna ponownie pojawia się Nikki, jednak Isabelle jest o nią bardzo zazdrosna i czuje że Nikki jest dla nich zagrożeniem i daje do zrozumienia Shawnowi że Nikki może przytrafić się coś złego... |                                 |                  |                        |
| 8 | Blink                           | 23 lipca 2006    | TVP1: 25 lutego 2008   |
| Tom spotyka się z Dianą w miejscu samobójstwa dziewczyny i przy okazji dziękuje Dianie za przysłanie kosza ciastek, w tej samej chwili Diana chciała podziękować mu za to samo i okazuje się, że żadne z nich nie wysyłało do drugiego żadnych ciastek. Detektyw informuje agentów że ofiara samobójstwa była pod wpływem narkotyku o nazwie ‘Blink’, który zawiera promicynę co może oznaczać, że został wyprodukowany dla 4400. W drodze powrotnej Tom zaczyna mieć halucynacje, widzi swojego ojca Mitcha Baldwina który jednak nie żyje od lat. Z kolei Diana zaczyna widzieć swojego byłego narzeczonego, z którym kiedyś wiązała poważne plany na przyszłość. |                                 |                  |                        |
| 9 | The Ballad of Kevin and Tess    | 30 lipca 2006    | TVP1: 3 marca 2008     |
| Kevin Burkhoff ucieka przed agentem Haspelcorp, kiedy go łapią zabierają go do magazynu na przesłuchanie w sprawie jego badań nad promicyną. Tymczasem Shawn pomaga uratować gwiazdę rocka Nicka Crowleya, Shawn jest podekscytowany, gdyż przez wiele lat był wielkim fanem Nicka, cieszy się, że Nick zaprasza go na swój koncert i spędza z nim coraz więcej czasu, jednak Nick zaczyna wykorzystywać zdolność Shawna do własnych celów. |                                 |                  |                        |
| 10 | The Starzl Mutation             | 6 sierpnia 2006  | TVP1: 10 marca 2008    |
| Tom i Diana prowadzą śledztwo w sprawie dziwnych zabójstw osób ze zmutowanym chromosomem, jeden ze śladów prowadzi do Dennisa Rylanda, ale on wszystkiemu zaprzecza. W międzyczasie trwają przygotowania do ślubu Shawna i Isabelle jednak Shawn wciąż się waha. |                                 |                  |                        |
| 11 | The Gospel According To Collier | 13 sierpnia 2006 | TVP1: 17 marca 2008    |
| Trwają poszukiwania Jordana Colliera, Tomowi i Dianie w poszukiwaniach pomaga Shawn. Collier ujawnia się NTAC, ale okazuje się, że niewiele pamięta ze swojego poprzedniego życia. Pojawienie się Jordana to szansa dla Kyle’a. |                                 |                  |                        |
| 12 | Terrible Swift Sword            | 20 sierpnia 2006 | TVP1: 31 marca 2008    |
| Collier po powrocie do Centrum przejmuje zarządzanie od Shawna i zaczyna kompletować zaufane osoby do realizacji swojego planu. Aby sprawdzić czy Shawn mu bezgranicznie ufa w tym co robi poddaje Shawna próbie. Ryland przyspiesza pracę nad swoją armią. |                                 |                  |                        |
| 13 | Fifty-Fifty                     | 27 sierpnia 2006 | TVP1: 7 kwietnia 2008  |
| Collier i Davon, pracownik Centrum udają się do jednego z bezpiecznych domów Colliera gdzie czekają Shawn, Kevin i Tess. Davon zdecydowała, że wstrzyknie sobie promicynę i nagra to na video. Kilka godzin później film ściągnięty z internetu ogląda NTAC. Przed wstrzyknięciem promicyny wyjaśnia że zastrzyki niedługo będą dostępne dla wszystkich i odkrycie w sobie zdolności będzie kluczem do lepszego świata. Tom, Diana i agenci NTAC przeszukują Centrum 4400 jednak nie znajdują śladu Davon oraz promicyny. W międzyczasie stan Davon pogarsza się, Shaw próbuje ją uratować, ale to mu się nie udaje. W tym momencie NTAC dociera do domu w którym przebywają Kevin, Tess, i Shawn, Kevin i Tess uciekają, w domu pozostaje zszokowany Shawn. Tom i Diana jadą do Haspelcorp spytać Rylanda czemu promicyna powoduje śmierć, Ryland ujawnia że połowa ochotników przyjmujących promicynę zmarła w ciągu 48 godzin po jej podaniu, ktoś kto bierze promicynę ma szansę pół na pół. |                                 |                  |                        |

### Seria 4 (2007)
| 1 | The Wrath of Graham                 | Gniew Grahama                       | 17 czerwca 2007  | 4 września 2010  |
| NTAC zostaje przydzielony nowy dyrektor, Meghan Doyle, która pomaga badać sprawę ucznia Grahama Holta. Graham wziął zastrzyk promicyny i rozwinął zdolność, która powoduje że ludzie zaczynają traktować go jak Boga. Tom odwiedza w więzieniu Isabelle aby znaleźć informacje o zniknięciu Alany. Kyle spotyka dziewczynę Cassie, która podpowiada mu jak wybudzić Shawna ze śpiączki. Collier ma koszmary związane ze wzrastającą liczbą ofiar po wzięciu promicyny. Diana decyduje się zostawić Bena i Maię w Hiszpanii i powrócić do Seattle by odnaleźć swoją siostrę, która również wzięła promicynę. |                                     |                                     |                  |                  |
| 2 | Fear Itself                         | Bój się                             | 24 czerwca 2007  | 4 września 2010  |
| Tom i Diana szukają osoby ze zdolnością powodującą nasilenie ludzkich lęków. Cassie zaprowadza Kyle’a do osoby posiadającej książkę, która zawiera proroctwo o Collierze. Brat Shawna, Danny chce wziąć zastrzyk promicyny z czego Shawn nie jest zadowolony. Isabelle dostaje ofertę przeniesienia do ośrodka dla nie groźnych ludzi ze zdolnościami. |                                     |                                     |                  |                  |
| 3 | Audrey Parker’s Come And Gone       | Audrey Parker Przychodzi i Odchodzi | 1 lipca 2007     | 5 września 2010  |
| Audrey Parker jest starszą kobietą, która bierze promicynę i rozwija zdolność projekcji astralnej. Shawn decyduje się ponownie otworzyć Centrum i zacząć publicznie uzdrawiać ludzi pomimo gróźb rządu. Kyle zaczyna wierzyć Cassie w proroctwo. |                                     |                                     |                  |                  |
| 4 | The Truth and Nothing But the Truth | Prawda i Nic Ale Prawda             | 8 lipca 2007     | 5 września 2010  |
| Diana odnajduje siostrę, której najwyraźniej powodzi się całkiem dobrze. Mieszka w hotelach, ubiera się w drogie rzeczy i ma kochającego chłopaka Colina, a wszystko to dzięki jej zdolności, która niestety wpędza ją w kłopoty. Gdy chłopak April ginie, Diana stara się pomóc April i wychodzi na jaw że w morderstwo Colina zamieszane są osoby z wielkiej korporacji która miała przekazać łapówkę osobie aby ta zatwierdziła kontrakt rządowy na wadliwy sprzęt dla pentagonu. Aby odpowiednie osoby zostały aresztowane April musi pojawić się w NTAC a to oznacza dla niej aresztowanie z powodu bycia promicyno-pozytywną, Diana przekonuje ją, że powinna to zrobić dla Colina. Do Shawna przychodzi senator, który był najbardziej zagorzałym przeciwnikiem 4400 i przekonuje Shawna aby ten kandydował w wyborach do rady miejskiej, jednak aby startować w wyborach musi być przeciwnikiem ogólnodostępności promicyny a co za tym idzie musi być przeciwnikiem Colliera. W międzyczasie Isabelle pomaga Kyle’owi w rozszyfrowaniu zakodowanych stron w księdze „White light”.                                                                                                 |                                     |                                     |                  |                  |
| 5 | Try the Pie                         | Spróbuj Ciasta                      | 15 lipca 2007    | 11 września 2010 |
| Tom jedzie do miasta Evanston w poszukiwaniu Kyle’a jednak mieszkańcy wydają się być jacyś dziwni, namawiają go aby koniecznie spróbował placka. Tom znajduje dowód na pobyt Kyle’a w mieście jednak zostaje wyrzucony z miasta przez mieszkańców. Tom się nie poddaje i ponownie wraca do Evanston. Kyle przebywa z Collierem, i rozmawia na temat książki „White Light”, którą przetłumaczył z Isabelle. Kyle oznajmia mu że książka zawiera nazwiska znanych osób m.in. polityków, naukowców którzy muszą wziąć promicynę. Maia po powrocie z Hiszpanii zaczyna mieć koszmary. Nie jest zadowolona z powrotu do Seattle. Shawn chce startować do fotela rady miejskiej, Diana spotyka się z nim aby porozmawiać czy członkostwo w radzie miejskiej to dobry pomysł, zwłaszcza że koszmary Mai są związane z politycznym przeciwnikiem Shawna, który jest typowym politycznym cwaniakiem wykorzystującym wszystko aby wspiąć się po szczeblach politycznej kariery. |                                     |                                     |                  |                  |
| 6 | The Marked                          | Naznaczeni                          | 22 lipca 2007    | 11 września 2010 |
| Bohaterem odcinka jest Curtis Peck, jest on jednym z 4400. Curtis jest scenarzystą, reżyserem i producentem filmów nisko nisko-budżetowych. Jego zdolnością jest to że pisząc scenariusz historia jest prawdziwa. Curtis później pisze scenariusz o konspiracji dziesięciu najbogatszych, najpotężniejszych ludzi na świecie. Są oni biznesmenami, naukowcami itp. Zostali oni wybrani przez ludzi z przyszłości aby sprzeciwili się Collierowi. Ludzie ci nazywani są Marked (naznaczeni). Diana kontynuuje śledztwo i spotyka się z Curtisem w garażu, ostatecznie ukrywa go u Marco aby Curtis ukończył scenariusz i wyjawił nazwiska wszystkich naznaczonych. Jednak Curtis znika od Marco i później rezygnuje z pisania scenariusza. Tom wysyła Meghan e-maila ze szczegółami dotyczącymi konspiracji. Następnego dnia Tom zostaje zatrzymany i odesłany do zakładu psychiatrycznego. Waszyngton twierdzi że Tom jest chory psychicznie. Meghan nie mogła nic zrobić aby zapobiec hospitalizacji. W szpitalu Tom zostaje „oznaczony”. W międzyczasie Kyle zabiera Shawna na spotkanie z Collierem jednak wcześniej Kyle prowadzi Shawna do Isabelle czym Shawn jest bardzo zaskoczony. |                                     |                                     |                  |                  |
| 7 | Till We Have Built Jerusalem        | -brak-                              | 29 lipca 2007    | 18 września 2010 |
| Collier i jego zwolennicy przejmują kontrolę nad przemysłową częścią Seattle, w odpowiedzi rząd wysyła oddział specjalny do unieszkodliwienia Colliera. Maia po wizji że wojsko zabije Colliera na własną rękę idzie go ostrzec. Collier publicznie oznajmia że czas zakończyć ukrywanie się i ucieczki, że każdy promicyno-pozytywny może dołączyć do jego Miasta Obiecanego. Isabelle stara się przeprosić Maię za wyrządzone krzywdy. Shawn pomimo wplątania się w seks skandal nie rezygnuje z kandydowania do urzędu. |                                     |                                     |                  |                  |
| 8 | No Exit                             | Bez Wyjścia                         | 5 sierpnia 2007  | 18 września 2010 |
| Tom, Diana, Jordan, Shawn, Kyle, Isabelle, Maia, Meghan, Marco, PJ i Brady wszyscy razem obudzili się wewnątrz budynku NTAC nie pamiętając jak się tu znaleźli. Zastali pułapkę w środku budynku. Grupa musi odłożyć na bok dzielące ich różnice i zacząć pracować razem, by znaleźć wyjście. Tymczasem, Tom Baldwin i Jordan Collier muszą współpracować, aby ocalić życie wzajemnej jedynej miłości. |                                     |                                     |                  |                  |
| 9 | Daddy’s Little Girl                 | Mała Dziewczynka Tatusia            | 12 sierpnia 2007 | 19 września 2010 |
| Richard zaskakuje Isabelle pojawiając się w Promise City jednak nagle wszystko się zmienia gdy Richard porywa ją aby zacząć nowe życie z córką. Collier nie jest tym zadowolony. W międzyczasie Tess traci kontrolę nad swoją schizofrenią, wydaje jej się, że obchodzi 16-te urodziny i zmusza wszystkich w barze do ciągłego tańczenia a sama czeka na Bobby’iego. Kevin próbuje skontaktować się z Shawnem by jej pomógł. Cassie podpowiada Kyle’owi gdzie szukać Isabelle, gdy Kyle znajduje się na miejscu niemal w tym samym czasie pojawia się NTAC. |                                     |                                     |                  |                  |
| 10 | One of Us                           | Jeden z Nas                         | 19 sierpnia 2007 | 19 września 2010 |
| NTAC odwiedza Rebecca Parrish, dyrektor wywiadu państwowego aby okazać zaniepokojenie brakiem postępów w schwytaniu Tylerów, a także sprawą Miasta Obiecanego. Tomowi ponownie pojawia się znamię za uchem i zaczyna miewać dziwne sny oraz sytuacje. Pewnego ranka budzi się będąc innym człowiekiem. Kevin Burkhoff pracuje nad uwarunkowaniami osób niezdolnych do wzięcia promicyny. Shawn idzie do Colliera aby wygłosił oświadczenie żeby ludzie chcący wziąć promicynę się wstrzymali do czasu określenia konkretnych badań jakie stwierdzą czy dana osoba będzie mogła wziąć promicynę i nie zagrozi to jej życiu, jednak Jordan nie zgadza się na wystąpienie. W domu, w którym Richard ukrywa się z Isabelle pojawia się Lily. |                                     |                                     |                  |                  |
| 11 | Ghost in the Machine                | Duch w Maszynie                     | 26 sierpnia 2007 | 25 września 2010 |
| Wirus komputerowy atakuje na całym świecie oprogramowanie wyprodukowane przez firmę Drew Imortha. W międzyczasie Maia odwiedza Miasto Obiecane i otrzymuje niezwykły prezent urodzinowy. Na ulicach bankomaty zaczynają wyrzucać z pieniądze, spowodowane to jest błędem oprogramowania wyprodukowanego przez Ubient. Tom i Diana odwiedzają Imotha który jest wściekły i uważa, że za atak odpowiedzialny jest Collier. Tom mówi że dokładnie nie wiadomo kto jest za to odpowiedzialny. Po spotkaniu z Imorthem jadą do Miasta Obiecanego aby spytać Colliera kto jest za tym stoi, jednak niczego konkretnego się nie dowiadują. W czasie rozmowy Tom ma fantazje że zabija wszystkich wokoło. Kyle jedzie do Centrum 4400 i porywa Kevina Burkhoffa. |                                     |                                     |                  |                  |
| 12 | Tiny Machines                       | Małe Maszyny                        | 9 września 2007  | 25 września 2010 |
| Meghan i Diana szukają sposobu usunięcia z Toma obcej osobowości, jednak procedura jest niebezpieczna. Tymczasem Shawn znajduje pomoc w uwolnieniu Kevina z Miasta Obiecanego. Danny po zrobieniu testu zgodności decyduje się wziąć promicynę, jednak skutki okazują się być tragiczne. |                                     |                                     |                  |                  |
| 13 | The Great Leap Forward              | Wielki Krok Naprzód                 | 16 września 2007 | 26 września 2010 |
| NTAC prosi o pomoc Ruch w opanowaniu chaosu w mieście. Przez zdolność Danny’ego zaczynają umierać agenci w NTAC. Kevin Burkhoff podaje Danny’emu inhibitor jednak to powoduje że stan Danny’ego bardzo się pogarsza przez kumulowanie się w nim promicyny. Isabelle zostaje wysłana aby zabić Kyle’a jednak w ostatniej chwili rezygnuje z tego i jedzie uwolnić Toma i Colliera. Seattle staje się Miastem Obiecanym. |                                     |                                     |                  |                  |